# Gerbillini
Gerbillini — триба гризунів підродини піщанкових. Його поширення поширюється від Північної та Східної Африки до Монголії, Маньчжурії та Індії. Ця група містить приблизно три чверті видів піщанкових і дуже різноманітна. За черепно-зубними ознаками він включає як найбільш загальних представників підродини, так і найбільш спеціалізованих.

## Роди
підтриба Gerbillina
- Gerbillus
- Microdillus

підтриба Rhombomyina
- Brachiones
- Meriones
- Psammomys
- Rhombomys
- † Mascaromys
- † Pliorhombomys